# Grândola
Grândola (portugisiskt uttal: [ˈɡɾɐ̃dulɐ]
 ( lyssna)) är en småstad (vila) och kommun i sydvästra Portugal.
Staden har 6 825 invånare (2011) och är huvudorten i kommunen med samma namn. Den ligger 79 km söder om Lissabon och 120 km norr om Lagos.

Staden är känd i samband med sången Grândola, Vila Morena som var startsignalen för 25 april-revolutionen vilken störtade diktaturen och återinförde demokratin i Portugal.
Kommunen har 14 826 invånare (2020) och en yta på 808,00 km². Den ingår i distriktet Setúbal och är också en del av den statistiska regionen Alentejo (Nuts 2). 
Den består av 4 kommundelar (freguesias).

## Bilder

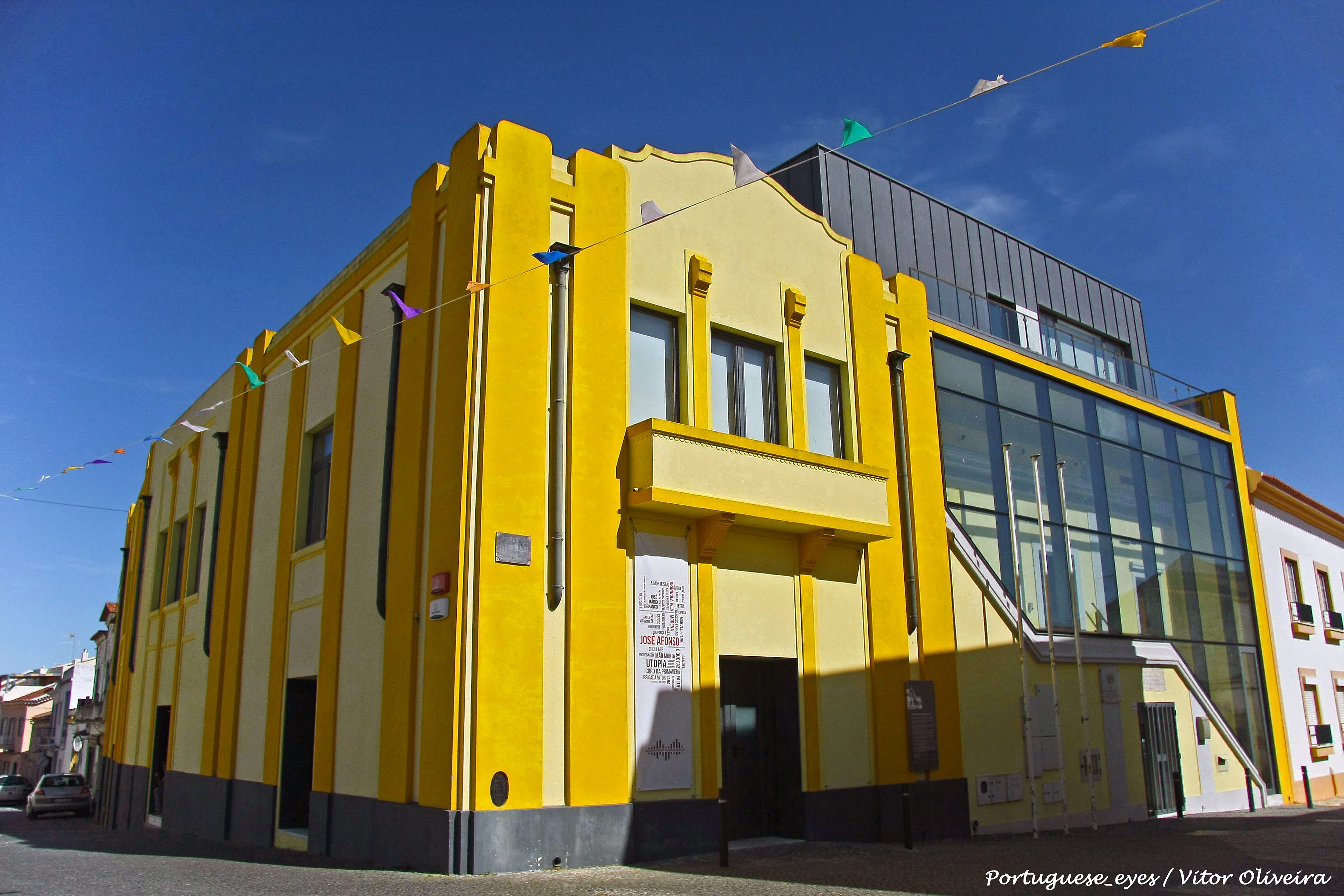
Biografen-teatern Cineteatro Grandolense
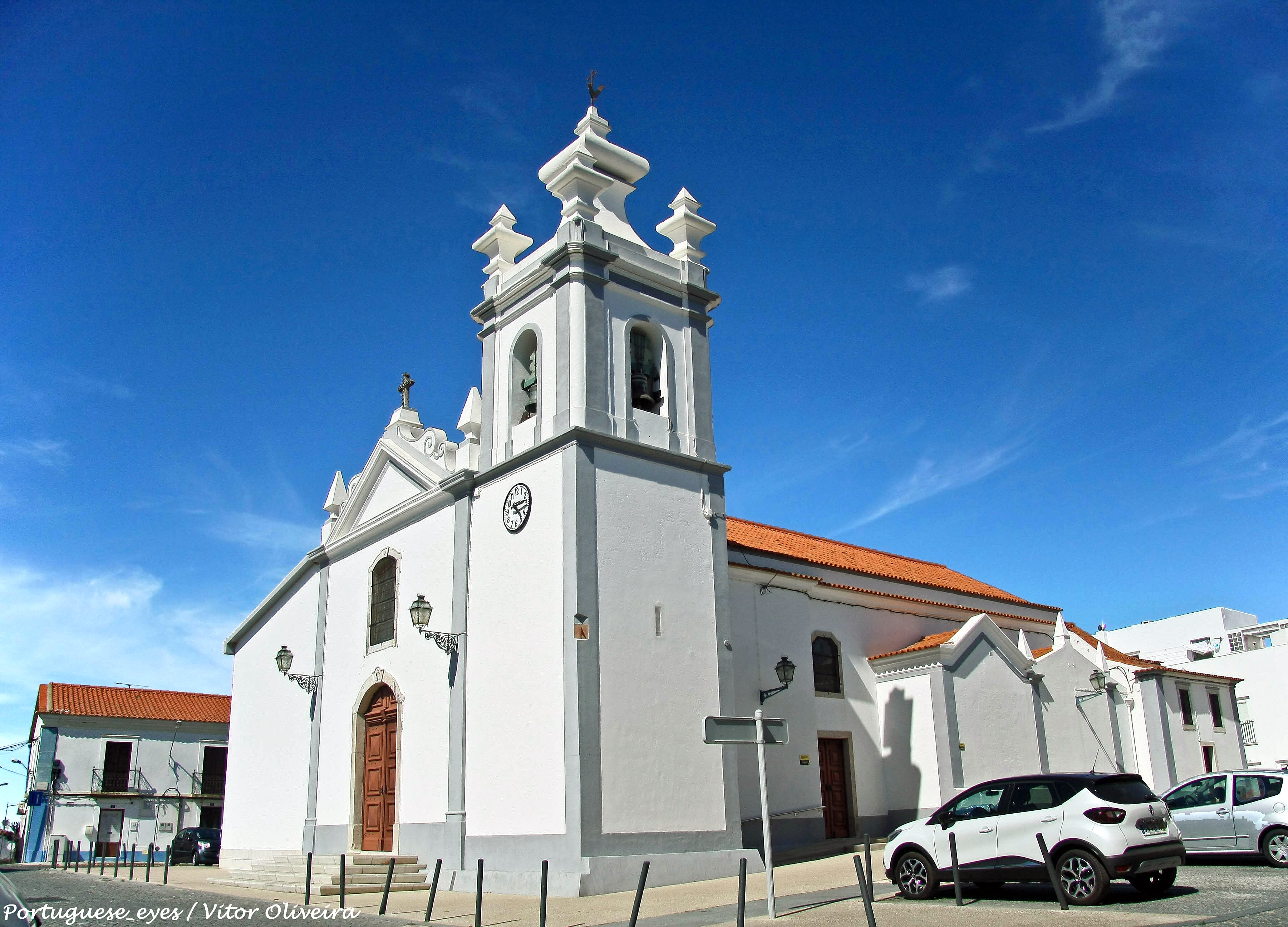
Kyrkan i Grândola
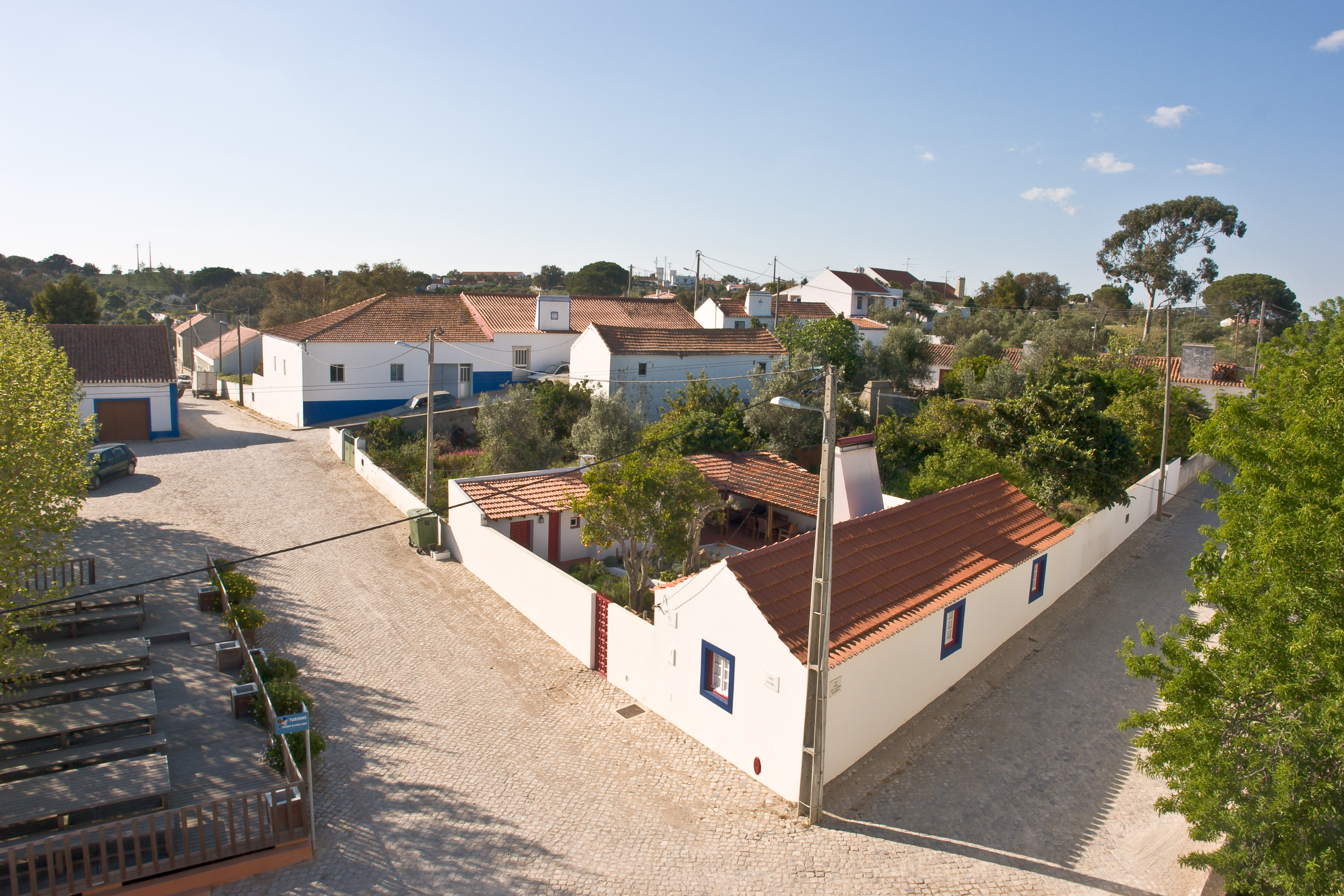
Byn Santa Margarida da Serra
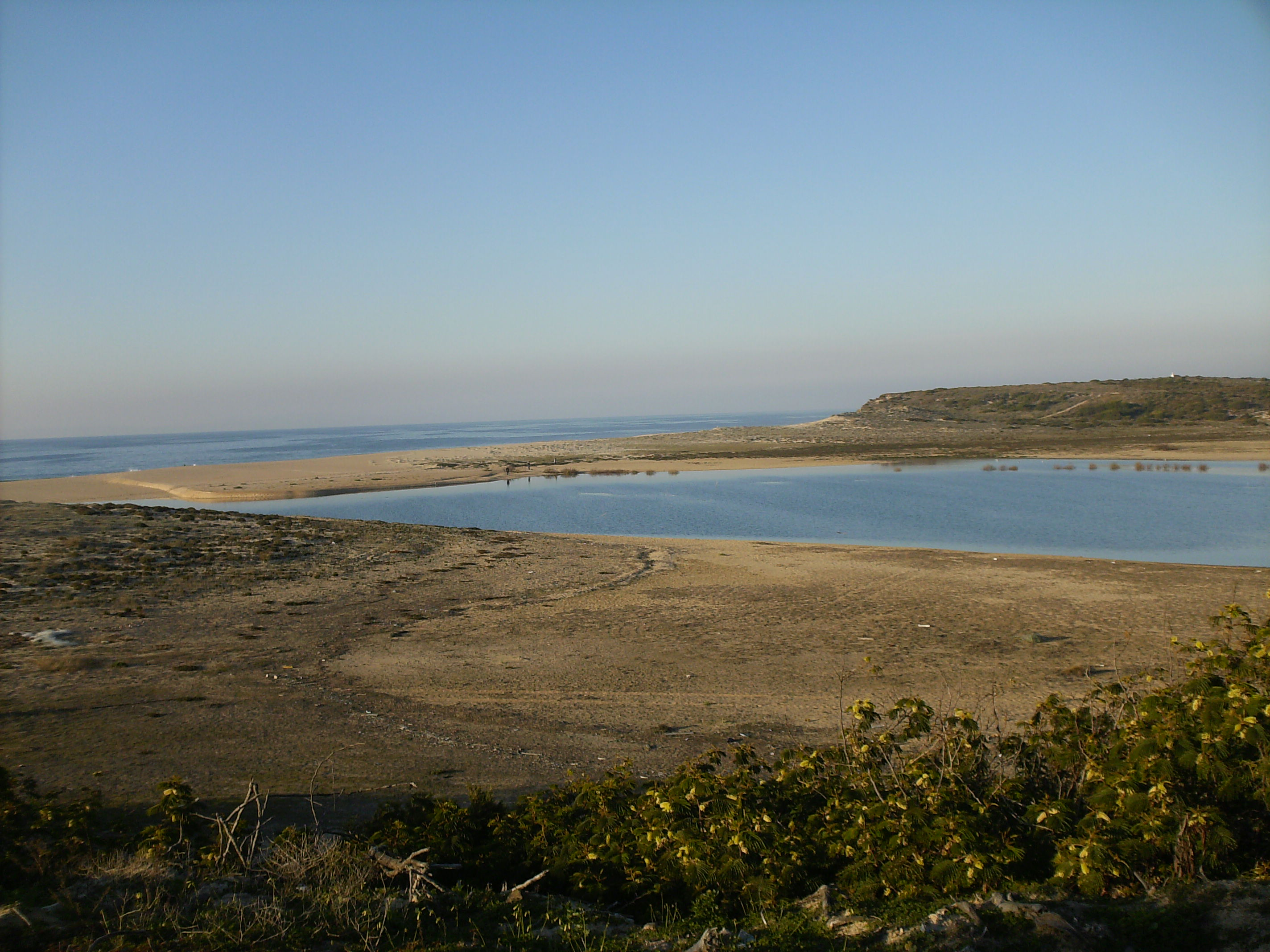
Lagunen Melides
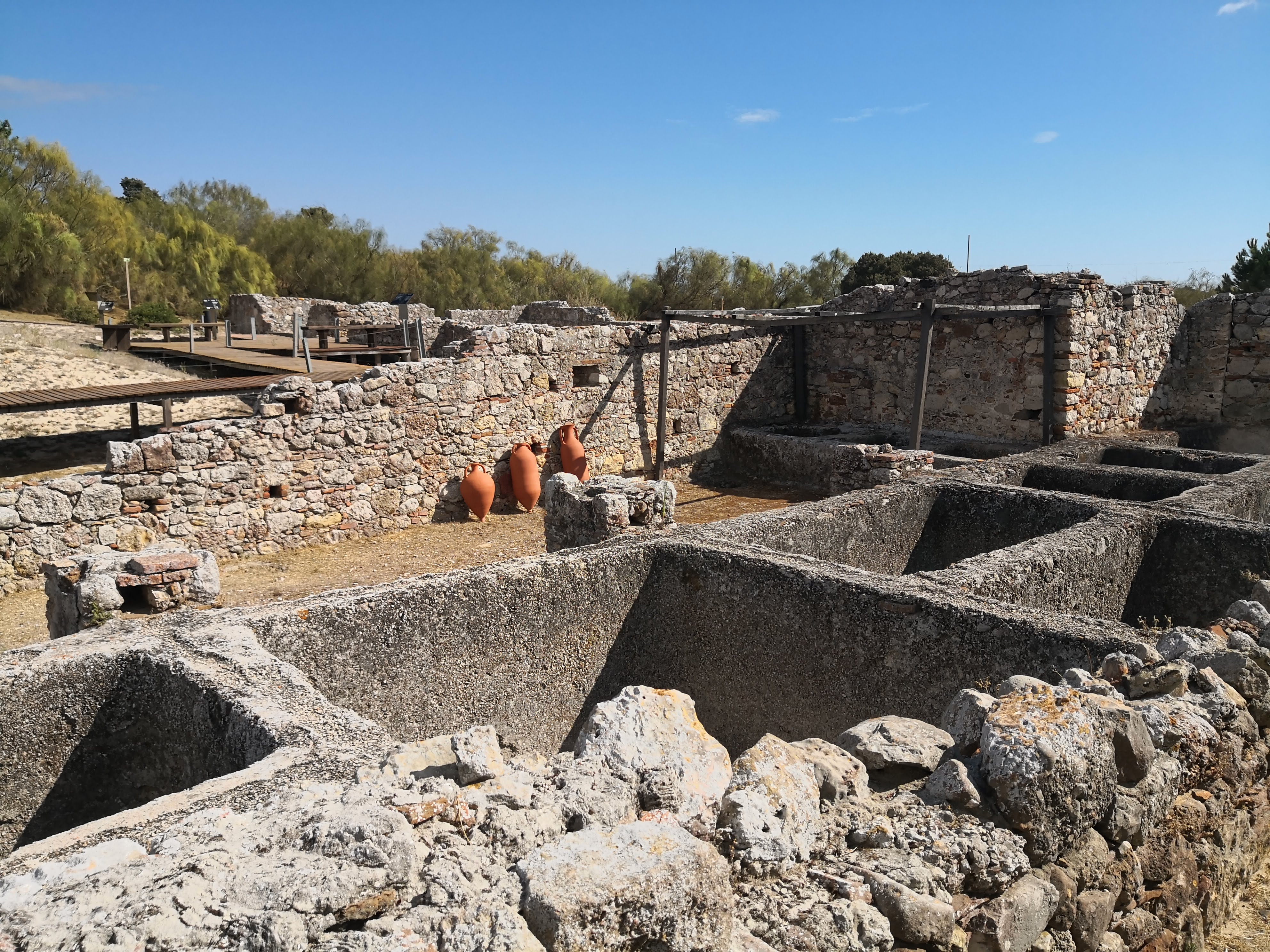
Romerska ruiner i Troia
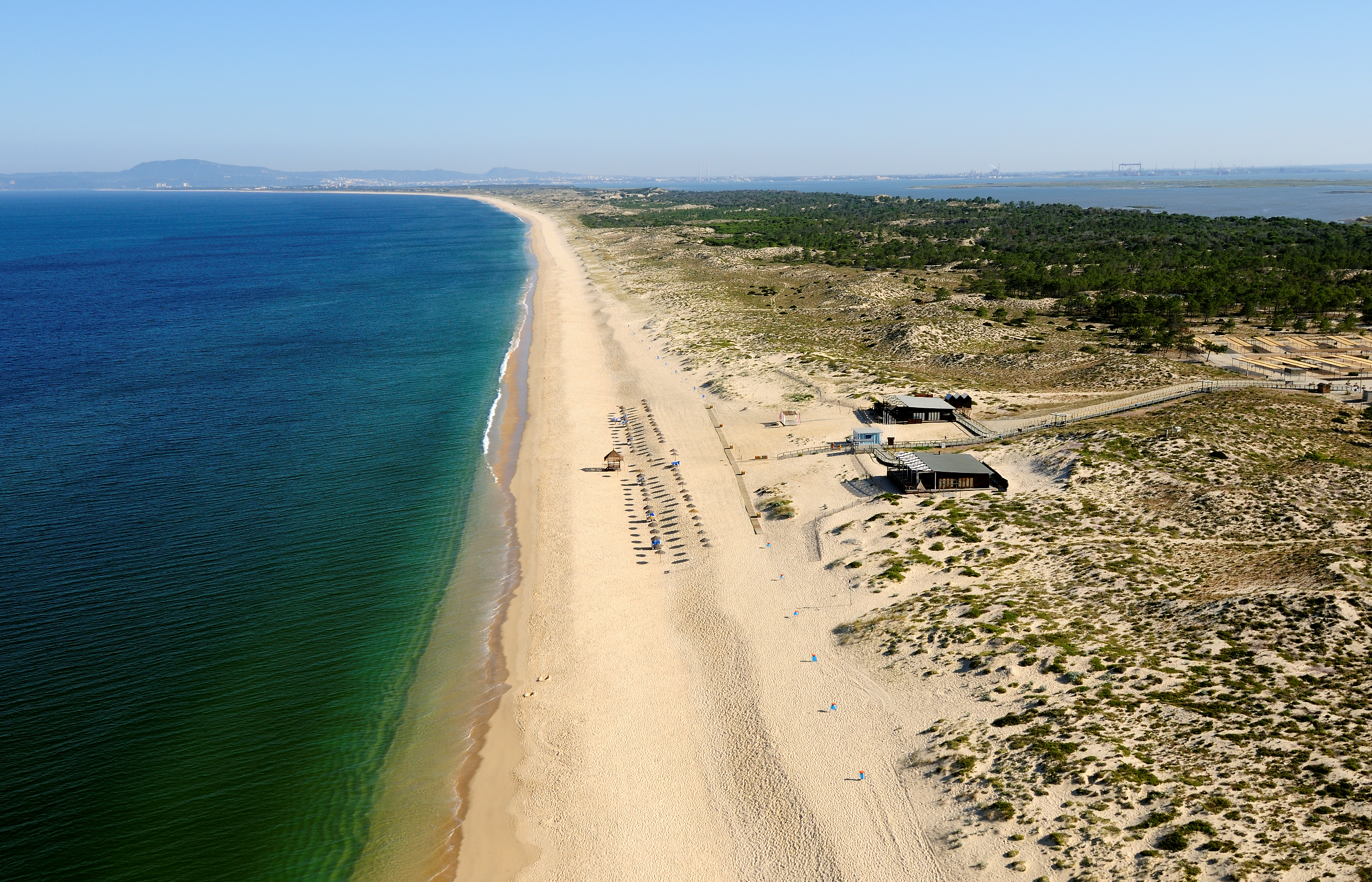
Badstranden Comporta